# Pyhänpäänsaaret
Pyhänpäänsaaret är en ö i Finland. Den ligger i sjön Päijänne och i kommunen Kuhmois i landskapet Mellersta Finland, i den södra delen av landet, 170 km norr om huvudstaden Helsingfors. Öns area är 0,6 hektar och dess största längd är 130 meter i sydväst-nordöstlig riktning.  Notera att namnet antyder att det är fråga om flera öar.